# James Dean
James Byron Dean (8 tháng 2 năm 1931 – 30 tháng 9 năm 1955) là một nam diễn viên người Mỹ. Anh được biết đến như một huyền thoại của lịch sử điện ảnh Hollywood, đại diện cho những thay đổi của giới trẻ và tầng lớp xã hội Mỹ thập niên 1950. Bộ phim gắn liền với tên tuổi của anh là Rebel Without a Cause (Nổi loạn vô cớ) với vai diễn một cậu thanh niên cố gắng hòa nhập với bạn bè cùng trang lứa và bất bình với những ý kiến của bố mẹ mình, phản ánh khoảng cách thế hệ cũng như những thay đổi trong nhận thức thanh thiếu niên Mỹ đương thời. Hai vai diễn lớn khác bao gồm vai chính trong phim East of Eden (Phía đông vườn địa đàng) và phim Giant (Gã khổng lồ).
Sau cái chết vì tai nạn xe hơi năm 1955, Dean trở thành diễn viên đầu tiên nhận được đề cử giải Oscar cho Nam diễn viên chính xuất sắc nhất sau khi qua đời. Năm 1999, anh được Viện phim Mỹ xếp hạng 18 trong danh sách những ngôi sao vĩ đại nhất của lịch sử điện ảnh Hoa Kỳ. Dù sự nghiệp ngắn ngủi chỉ với ba bộ phim thủ vai chính, nam diễn viên được vinh danh như một biểu tượng văn hóa đại chúng Mỹ thập niên 1950 với vai trò là người khởi đầu trào lưu "thanh niên nổi loạn" ("bad boy") và phong cách thời trang "cool" ("ngầu"). Ảnh hưởng của tài tử Hollywood còn lan tới nền âm nhạc rock và rock and roll của thế hệ sau này.

## Thơ ấu
James Byron Dean sinh ngày 8 tháng 2 năm 1931 tại Marion, Grant, Indiana. Anh là người con duy nhất của ông Winton Dean, người Mỹ gốc Anh với một phần nhỏ gốc Mỹ bản địa và bà Mildred Marie Wilson, có gốc gác từ những người nhập cư Anh trên chuyến tàu Mayflower thế kỷ 17. Sau khi ông Winton bỏ nghề nông để theo nghề nha sĩ sáu năm, gia đình chuyển đến sống ở Santa Monica, California. Dean ban đầu theo học tại Trường Công lập Brentwood ở Los Angeles nhưng sau đó chuyển sang Trường Tiểu học McKinley ở khu phố lân cận. Thời thơ ấu, Dean rất thân với mẹ vì bà là người duy nhất hiểu được con trai mình. Khi anh lên bảy, bà đột nhiên mắc chứng đau ở bụng và sút cân nhanh chóng. Cuối cùng, bà mất vì ung thư tử cung khi con mình mới chín tuổi. Cha của Dean sau đó gửi anh đến sống chung với người cô và chú là Ortense và Marcus Winslow ở Fairmount, Indiana.
Trong những năm tháng thiếu niên, Dean thường xuyên tiếp xúc với một mục sư Tin Lành tên James DeWeerd; ông là người có sức ảnh hưởng lớn tới những sở thích của anh sau này như đấu bò, đua xe và kịch. Hai người có mối quan hệ khá thân thiết kéo dài từ khi Dean học năm cuối trung học. Từng có vài ý kiến cho rằng hai người có quan hệ tình dục với nhau. Sau này, vào năm 2011, nữ diễn viên Elizabeth Taylor tiết lộ rằng Dean từng thú nhận với cô anh bị lạm dụng tình dục bởi một người đàn ông lớn tuổi hơn khoảng hai năm sau khi mẹ anh mất.
Dean là một học sinh năng nổ ở trường trung học; anh tham gia đội bóng chày và bóng rổ, học kịch và tham gia cuộc thi hùng biện tổ chức bởi Hiệp hội Pháp y Trung học Indiana (Indiana High School Forensic Association). Sau khi tốt nghiệp Trường Trung học Fairmount năm 1949, anh chuyển về California cùng với chú chó Max và chung sống với cha và mẹ kế. Tại California, anh ban đầu nhập học tại Cao đẳng San Monica chuyên ngành luật, nhưng sau đó chuyển tiếp qua Đại học California tại Los Angeles (UCLA) và chuyển chuyên ngành sang nghệ thuật sân khấu. Người cha phản đối quyết định đó và mối quan hệ cha con trở nên tồi tệ đi. Trong quãng thời gian tại UCLA, Dean được chọn từ nhóm 350 người để thủ vai Malcolm cho vở Macbeth. Tháng 1 năm 1951, anh rời UCLA để theo đuổi sự nghiệp diễn viên.

## Sự nghiệp diễn xuất

### Những vai diễn đầu: 1951–1954

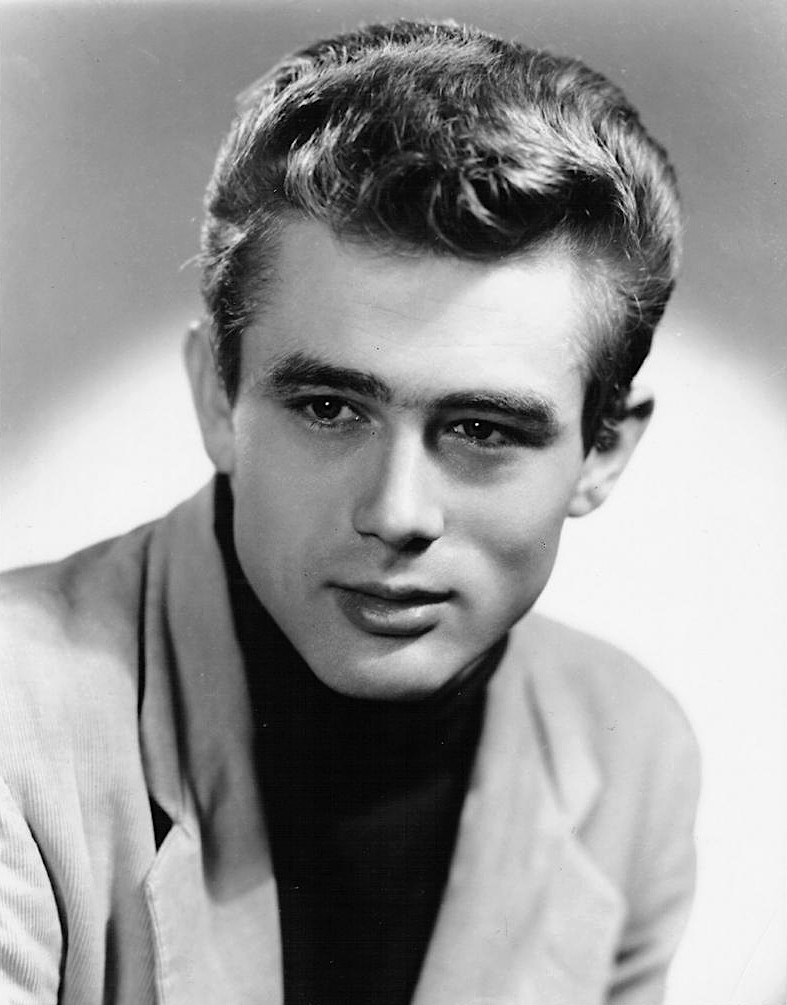
James Dean, 1953.

Lần xuất hiện đầu tiên trên truyền hình của Dean là một vai diễn công chúng trong một thước phim quảng cáo Pepsi. Vai diễn truyền hình đầu tiên của anh là vai Gioan Tông đồ trong chương trình truyền hình Family Theater nhân dịp kỷ niệm Lễ Phục sinh năm 1951. Trong thời gian này, Dean làm việc tại cánh đồng Iverson chuyên được các đạo diễn dùng để quay phim ở khu Chatsworth thuộc Los Angeles. Vì không có trình độ chuyên môn, anh thủ vai quần chúng trong các phim gồm Fixed Bayonets! (vai một người lính), Sailor Beware (vai nhân viên trong trường đấu boxing) và Has Anybody Seen My Gal? (vai một cậu thanh niên). Trong khoảng thời gian bươn chải với cuộc sống Hollywood, Dean làm việc tại bãi đỗ xe của đài CBS và được đạo diễn radio Rogers Brackett giúp đỡ tư vấn cho sự nghiệp diễn xuất cũng như chỗ ở tạm.
Tháng 7 năm 1951, Dean xuất hiện trong chương trình Alias Jane Doe của đài CBS. Tháng 10 năm đó, cùng với sự ủng hộ từ Brackett và diễn viên James Whitmore, anh chuyển đến Thành phố New York và làm thử nghề đóng thế cho trò chơi truyền hình Beat the Clock, nhưng sau đó bị đuổi vì "làm việc quá nhanh." Nam diễn viên cũng xuất hiện trên một vài chương trình truyền hình của CBS bao gồm The Web, Studio One và Lux Video Theatre, sau đó được nhận vào hội The Actors Studio theo học kỹ năng diễn xuất với sự dẫn dắt của Lee Strasberg. Tự hào với thành tựu ấy, anh viết thư gửi về gia đình năm 1952 và ngợi ca Actors Studio là "trường học diễn xuất vĩ đại nhất. Những người theo học ở đây gồm có Marlon Brando, Julie Harris, Arthur Kennedy, Mildred Dunnock, Eli Wallach... Rất ít người được nhận vào... Đây là điều tuyệt nhất có thể xảy ra với một diễn viên. Và con là người trẻ nhất trong số họ".
Sự nghiệp của Dean bắt đầu khấm khá hơn: anh thủ vai trong một vài chương trình truyền hình nữa bao gồm Kraft Television Theatre, Robert Montgomery Presents, The United States Steel Hour, Danger và General Electric Theater. Vai diễn cậu bé tinh nghịch Bắc Phi tên Bachir trong vở kịch dựa trên cuốn sách The Immoralist của André Gide năm 1954 nhận được phản ứng tích cực từ các nhà phê bình và giúp Dean nhận được cuộc gọi thử vai đầu tiên từ Hollywood.

### East of Eden

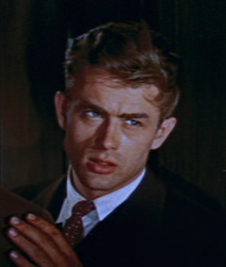
Dean trong East of Eden (Phía đông vườn địa đàng) năm 1955.

Đạo diễn Elia Kazan năm 1953 đang tìm kiếm một diễn viên quan trọng để thủ vai Cal Trask, một nhân vật được cho là có những cung bậc cảm xúc phức tạp để sản xuất bộ phim East of Eden (Phía đông vườn địa đàng) dựa trên cuốn tiểu thuyết cùng tên năm 1952 của tác giả John Steinbeck. Cuốn tiểu thuyết kể về câu chuyện của hai gia đình Trask và Hamilton qua ba thế hệ và tập trung vào cuộc sống của hai thế hệ sau tại Thung lũng Salinas ở California từ giữa thế kỷ 19 đến những năm thập niên 1910. Bộ phim chỉ tập trung vào phần cuối của cuốn tiểu thuyết, đặc biệt là nhân vật Cal Trask. Nội dung chính của phim tập trung vào mâu thuẫn cha con và sự nổi loạn của người con ngược lại những gì người cha mong đợi.
Cal Trask có một người anh là Aron Trask, so với người anh, Cal trông có vẻ dễ bị cảm xúc chi phối hơn, nhưng thực tế Cal là người có khiếu ăn nói và khôn ngoan hơn cả người cha hay càu nhàu và than phiền về những người con của mình (Raymond Massey). Cal luôn thắc mắc về người mẹ tưởng như đã chết của mình theo lời người cha, sau đó phát hiện ra mẹ mình vẫn còn sống và hành nghề tú bà nhà chứa (Jo Van Fleet).
Đạo diễn Kazan muốn tìm kiếm một diễn viên tài năng như Marlon Brando cho vai Cal, và biên kịch Paul Osborn gợi ý việc tuyển James Dean, lúc đấy vẫn chưa có tiếng tăm trong làng điện ảnh. Nam diễn viên sau đó trực tiếp gặp Steinbeck, tác giả cuốn tiểu thuyết không thích tính cách của Dean vì "có vẻ buồn và phức tạp" nhưng đồng ý rằng anh là một diễn viên hoàn hảo cho vai Cal. Anh được nhận vào đoàn phim ngày 8 tháng 4 năm 1954 và chuyển từ New York về lại Los Angeles để bắt đầu cảnh quay. Phần lớn diễn xuất của Dean trong bộ phim đều không cần kịch bản: Cal Trask nhảy nhót giữa cánh đồng, cuộn tròn người lại trên tàu sau khi tìm mẹ mình ở Monterey, hay ôm bố mình rồi bật khóc khi ông từ chối nhận tiền anh tự thân kiếm được, mặc dù kịch bản ghi rõ là Cal sẽ chạy ra khỏi nhà. Với East of Eden, nam diễn viên nhận được đề cử cho Nam diễn viên chính xuất sắc nhất tại Giải Oscar năm 1956 khi đã qua đời và trở thành diễn viên đầu tiên được để cử Oscar sau khi mất.

### Rebel Without a Cause,Giantvà những vai diễn dự kiến

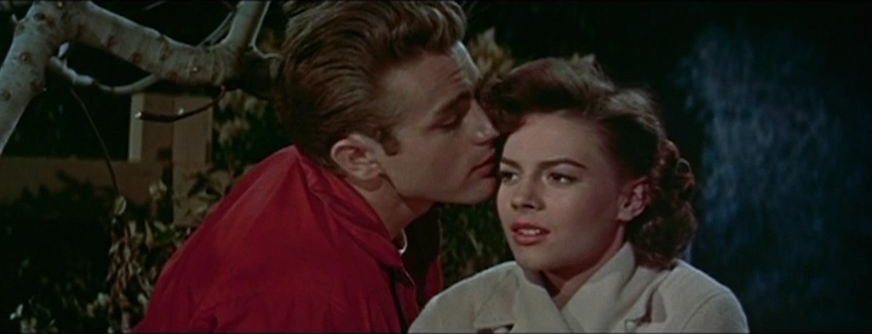
Dean cùng Natalie Wood trong Rebel Without a Cause (Nổi loạn vô cớ), bộ phim gắn liền với tên tuổi huyền thoại Hollywood.

Dean nhanh chóng thủ vai chính thứ hai trong bộ phim Rebel Without a Cause (Nổi loạn vô cớ), sau này trở nên rất phổ biến với thanh thiếu niên Mỹ. Trong phim, Dean thủ vai Jim Stark, một cậu thanh niên cố gắng hòa nhập với bạn bè trang lứa và bất bình với ý kiến của bố mẹ mình. Gia đình Jim chuyển nhà vì bố cậu mong cậu sẽ có bạn, nhưng Jim lại vướng vào nhiều rắc rối vì gây sự với những người chê cậu là "con gà" ("chicken"). Sau này, Jim gặp Judy (Natalie Wood) và yêu cô, nhưng phát hiện cô ta là bạn với hội đã chế nhạo Jim. Bộ phim được công nhận là tiếng nói cho những chuyển biến tâm lý của giới trẻ đương thời, thể hiện khoảng cách thế hệ giữa phụ huynh và con cái và cho thấy những giá trị đạo đức bị mài mòn của xã hội Mỹ thập niên 1950.
Dù East of Eden và Rebel Without a Cause đều thành công, Dean không muốn hình tượng của mình bị bó buộc trong những vai diễn thanh niên nổi loạn và bất bình với cuộc đời như Cal Trask hay Jim Stark. Anh quyết định thay đổi hình ảnh và thủ vai Jett Rink, một người làm nông ở Texas sau đó phát hiện ra mỏ dầu và trở nên giàu có trong phim Giant (Gã khổng lồ). Bộ phim được phát hành năm 1956 sau khi Dean đã qua đời. Bạn cùng diễn gồm Rock Hudson và Elizabeth Taylor. Giant trở thành bộ phim cuối cùng mà Dean thủ vai chính. Sau Giant, tài tử Hollywood có một vài vai diễn được cân nhắc, bao gồm trong phim Somebody Up There Likes Me. Theo đạo diễn của Rebel Without a Cause Nicholas Ray, Dean và ông đã có dự định quay một bộ phim tình mang tên Heroic Love cùng nhau. Tất cả các dự định đều bị hủy vì cái chết đột ngột của nam minh tinh vào tháng 9 năm 1955.

## Đời tư
Sau khi mẹ mất, cha Dean gửi anh tới sống cùng cô và chú ở Indiana, do đó anh lớn lên mà không có tình thương của cha. Dù sau này trong thời gian ở California, anh có sống chung với cha và mẹ kế, nhưng có vẻ ông không muốn nhìn thấy mặt anh. Quan hệ cha con trở nên tồi tệ hơn khi tài tử Hollywood chuyển chuyên ngành sang kịch, và cuối cùng bỏ học để theo đuổi sự nghiệp điện ảnh, điều mà người cha phản đối kịch liệt. Chính vì lẽ đó, bạn bè và đồng nghiệp đều nhận thấy Dean thật sự muốn có được tình yêu và sự công nhận từ cha mình, điều mà khán giả có thể cảm nhận qua hai vai diễn trong phim East of Eden và Rebel Without a Cause đều là những cậu thanh niên có trăn trở và cảm xúc khá giống với con người thật của anh. Kể cả sau khi Dean qua đời và trở thành huyền thoại của Hollywood, người cha vẫn không muốn nhắc đến đứa con của mình.
Biên kịch William Bast là một người bạn thân thiết của Dean, ông là bạn cùng phòng với tài tử Hollywood khi học ở UCLA và sau này cùng anh chuyển tới sống ở New York. Bast cũng là tác giả đầu tiên viết về cuộc đời James Dean sau khi anh tử nạn năm 1955. Sau khi hoàn thành bộ phim East of Eden, Dean kết thân với nhiếp ảnh gia Dennis Stock của tạp chí Life, người chụp những bức ảnh nổi tiếng về cuộc sống của nam diễn viên trong thời gian ở New York và Fairmount, Indiana. Tình bạn của hai người được khắc họa qua bộ phim Life năm 2015, do Robert Pattinson và Dane DeHaan thủ vai.

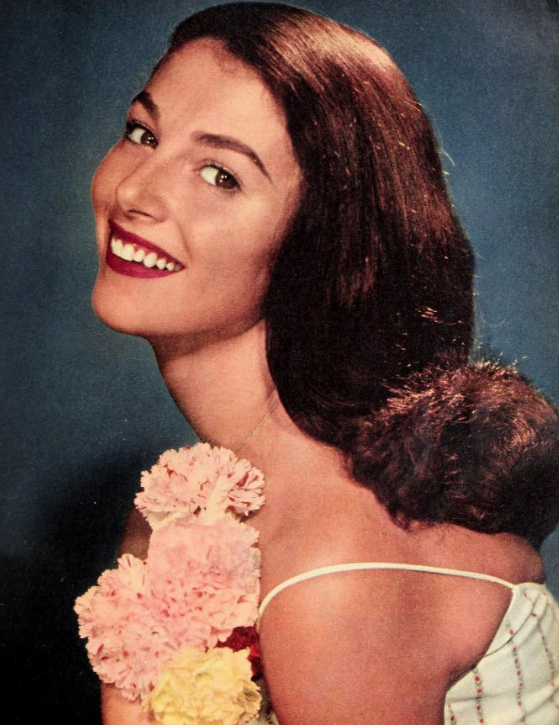
Nữ diễn viên Ý Pier Angeli, mối tình của Dean được báo chí quan tâm nhưng không đi tới trọn vẹn.

Trong thời gian học ở UCLA, Dean hẹn hò với một nữ diễn viên cho đài CBS tên Beverly Wills. Hai người chia tay vì anh "bùng lên cơn ghen" khi một người đàn ông khác mời cô cùng khiêu vũ ở một bữa tiệc. Khi chuyển đến New York, anh có mối quan hệ với một nữ diễn viên tên Barbara Glenn trong vòng hai năm. Lá thư tình của Dean cho bạn gái được đấu giá năm 2011 với giá 36.000 đô la Mỹ. Trong những năm đầu sự nghiệp điện ảnh, sau khi ký kết hợp đồng với Warner Bros., hãng phim bắt đầu tung tin hẹn hò của Dean với một loạt các nữ diễn viên trẻ qua sự mai mối của một quản lý tại Hollywood tên Dick Clayton. Mối tình được biết tới nhiều nhất của tài tử Hollywood là với nữ diễn viên người Ý Pier Angeli. Hai người biết nhau khi cô đang quay phim The Silver Chalice tại một phim trường của Warner Bros. Anh tỏ tình cô bằng cách gửi cô những món trang sức đắt tiền. Theo lời Angeli, hai người có một tình yêu nồng nhiệt: "Chúng tôi thường trốn khỏi cánh nhà báo tới bờ biển California và dành thời gian ở đó, đùa giỡn như hai đứa trẻ [...] Chúng tôi giống như Romeo và Juliet, luôn cùng nhau và không thể lìa nhau."
Mặc dù mối tình của họ được báo chí quan tâm, họ không hưởng hạnh phúc trọn vẹn vì sự phản đối từ mẹ của Angeli. Bà không chấp nhận những hành động hoang dại của Dean: trang phục luộm thuộm, hay trễ giờ và sở thích đua xe. Ngoài ra lý do tôn giáo cũng khiến bà phản đối Dean vì anh không theo Công giáo. Dù nam diễn viên rất muốn kết hôn với Angeli và sẵn sàng cho phép con của họ theo Công giáo, hãng phim Warner Bros. thuyết phục anh từ bỏ ý định kết hôn, sau này chính Dean cũng tự mình chấm dứt mối quan hệ với Angeli. Sau khi hoàn thành phim East of Eden, tài tử Hollywood du lịch ngắn ngày đến New York tháng 10 năm 1954. Trong thời gian đó, Angeli bất ngờ thông báo hôn nhân của mình với ca sĩ người Mỹ gốc Ý Vic Damone. Giới báo chí bị một phen bất ngờ, và Dean trở nên tức giận. Một tháng sau, Angeli và Damone kết hôn. Có tin đồn Dean đã tới hôn lễ và đứng nhìn từ phía bên kia đường trên chiếc mô tô, và đôi lúc nhấn ga gây ồn; bản thân anh phủ nhận tin đồn "ngu ngốc" đó. Nhiều người cho rằng mối tình của Dean với Angeli chỉ là một chiêu trò thu hút dư luận, trong đó có cả bạn thân William Bast. Nhiều nhân chứng lại phản đối ý kiến này, cho rằng hai người họ thật sự yêu nhau nồng nhiệt. Có người kể rằng sau khi Dean biết tin Angeli mang thai, anh đã khóc nức nở và luôn miệng cho rằng đó là đứa con của anh. Sau hai cuộc hôn nhân đổ vỡ, Angeli thổ lộ với bạn bè của mình rằng Dean là "mối tình của cả đời cô".
Xu hướng tình dục của Dean cũng là một chủ đề mà giới báo chí quan tâm. Khi được hỏi về xu hướng tình dục của mình, anh trả lời: "Không, tôi không đồng tính. Nhưng tôi cũng sẽ không thể không thử trước khi tôi qua đời." Bạn thân Bast của anh tiết lộ rằng họ từng một lần "trải nghiệm" với nhau, nhưng không giải thích rõ. Nhà báo Joe Hyams cho rằng tài tử Hollywood có thể có quan hệ với những người cùng giới, nhưng cho rằng đó đều là "hành động thương mại" nhằm phục vụ cho thăng tiến sự nghiệp. Tuy nhiên, nhiều người phản đối ý kiến này, bao gồm bạn thân lâu năm Bast. Bạn cùng đua mô tô với Dean, John Gilmore, khẳng định rằng hai người bọn họ đã "trải nghiệm" quan hệ tình dục đồng tính nhiều lần với nhau khi ở New York, miêu tả những lần trải nghiệm ấy là "những chàng trai hư hỏng (bad boys) chơi với nhau và bộc lộ những khía cạnh song tính của nhau." James Bellah, bạn cùng học với nam diễn viên ở UCLA nói rằng "Tôi không nghĩ anh ấy đồng tính. Nhưng nếu như anh ấy cảm thấy có lợi từ việc đó thì..." Một vài đồng nghiệp cho rằng Dean là người đồng tính nam, bao gồm đạo diễn Rebel Without a Cause Nicholas Ray và bạn diễn Elizabeth Taylor trong phim Giant. Một số các nhà báo cho rằng Dean hoặc là người song tính, hoặc là người toàn tính, và những lần quan hệ đồng tính đều nhằm mục đích phục vụ cho thăng tiến sự nghiệp chứ không nhất thiết là xu hướng tình dục của nam minh tinh.

## Qua đời

### Sở thích đua xe

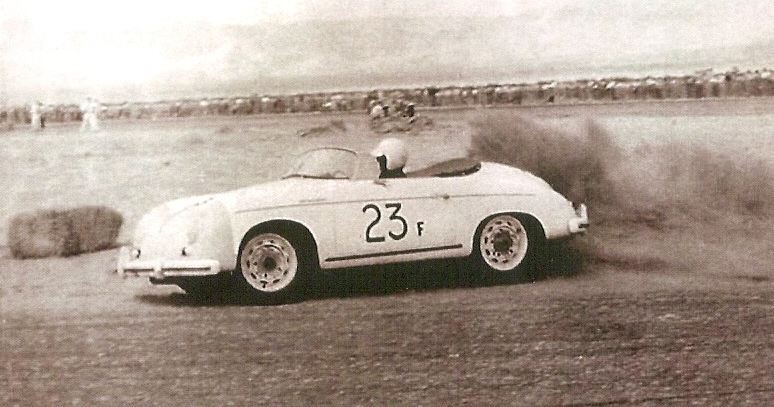
Dean trên chiếc Porsche Super Speedster 23F tại một cuộc đua ở Palm Springs. California, tháng 3 năm 1955.

Dean bắt đầu trở nên hứng thú với đua xe hơi vào năm 1954 và có dự định theo đuổi sự nghiệp đua xe. Anh mua một vài chiếc xe sau khi hoàn thành bộ phim East of Eden, bao gồm chiếc Triumph Tiger T110 và Porsche 356. Trước khi bắt đầu quay Rebel Without a Cause, anh hoàn thành cuộc đua chuyên nghiệp đầu tiên của mình tại Palm Springs, California ngày 26 và 27 tháng 3 năm 1955. Dean về nhất trong cuộc đua cho những người mới nhập, và về nhì trong cuộc đua chính. Một tháng sau, anh đua tiếp ở Bakersfield, California, về nhất trong những người cùng đua và thứ ba nếu xét tất cả các ngày đua. Dean cũng mong muốn tham gia cuộc đua Indianapolis 500 ở bang Indiana, nhưng không tham gia vì lịch trình quay phim bận rộn.
Cuộc đua cuối cùng của Dean diễn ra tại Santa Barbara, California ngày 30 tháng 5 năm 1955. Tuy nhiên anh không hoàn thành cuộc đua vì piston bị hư. Sự nghiệp đua xe của anh bị tạm hoãn khi hãng phim Warner Brothers cấm anh không tham gia đua xe khi quay phim Giant.

### Tử nạn

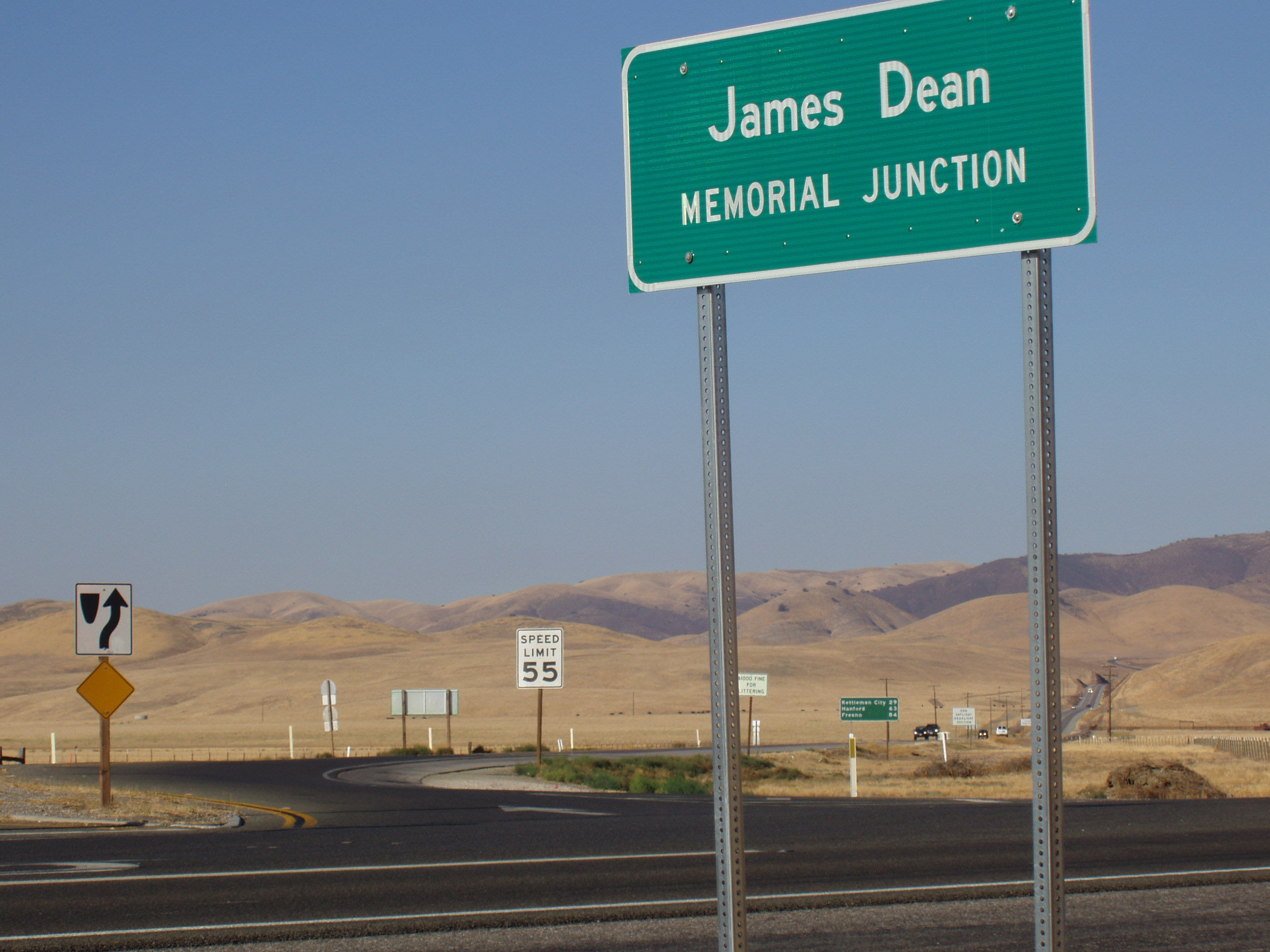
Giao lộ Cao tốc bang California số 41 và 46 mang tên "Ngã tư tưởng niệm James Dean".

Mong muốn được trở lại đua xe để trải nghiệm "những cảm xúc tự do", Dean đăng ký tham gia một cuộc đua ở Salinas, California, được dự định lịch diễn ra vào ngày 1 và 2 tháng 10 năm 1955. Anh đi cùng với điều phối viên Bill Hickman, nhiếp ảnh gia Sanford Roth và thợ máy người Đức Rolf Wütherich, người bảo trì chiếc Porsche 550 Spyder "Little Bastard" ("Kẻ ngốc nhỏ bé") của Dean. Trước đó Wütherich khuyên Dean nên tự lái chiếc Porsche từ Los Angeles tới Salinas để trình làng chiếc xe mới, và hai người họ cùng nhau du hành trên chiếc Porsche ngày 30 tháng 9 năm 1955. Lúc 3 giờ rưỡi chiều, nam diễn viên bị cảnh sát giao thông phạt trên Cao tốc Liên bang 99—anh lái xe với vận tốc 65 dặm trên giờ (105 km trên giờ) trên đoạn đường giới hạn tốc độ 55 dặm trên giờ (88 km trên giờ).
Lúc 5 giờ 45 phút chiều, khi Dean cùng các bạn đồng hành lưu thông trên Cao tốc Liên bang 466 (nay là Cao tốc bang California số 46), một chiếc Ford Tudor đời 1950 đang băng qua ngã tư đường ngay phía trước chiếc Porsche. Do không kịp thắng, Dean đâm vào phía bên cạnh chiếc Ford, khiến chiếc Porsche bị hất vào lề đường cao tốc. Thợ máy Wütherich bị hất ra khỏi chiếc Porsche, còn Dean bị kẹt trong chiếc xe với nhiều vết thương nghiêm trọng và bị gãy cổ ngay tức khắc. Tài xế trên chiếc Ford, Donald Turnupseed, chỉ bị thương nhẹ. Vụ tai nạn được một vài nhân chứng đi đường chứng kiến và dừng lại để giúp đỡ. Một người phụ nữ có kinh nghiệm y tế đã tới và cố giúp đỡ, nhưng bà nhận thấy nhịp tim của Dean quá yếu và "cái chết là không thể tránh khỏi". Dean qua đời ngay khi vừa được đưa vào cấp cứu tại Bệnh viện Tưởng niệm chiến tranh Paso Robles lúc 6 giờ 20 tối.
Ngày 2 tháng 10, vụ việc được hàng loạt các phương tiện truyền thông trong nước cũng như quốc tế loan tin. Tang lễ của tài tử Hollywood được tổ chức ngày 8 tháng 10 năm 1955 tại Nhà thờ Fairmount ở bang Indiana, nơi anh lớn lên và dành những năm tháng tuổi trẻ của mình. Thi hài anh được che đậy kỹ càng để che giấu những vết thương trầm trọng. Khoảng 600 người dự tang lễ và 2400 người hâm mộ có mặt ở ngoài nhà thờ ngày hôm đó. Anh được chôn cất ở Nghĩa trang Park tại Fairmount. Ngày 30 tháng 5 năm 2005, để kỷ niệm 50 năm ngày mất của Dean, bang California dựng cột tưởng niệm ở ngã tư giao Cao tốc bang số 46 và 41 gần nơi tai nạn xảy ra và đặt tên "Ngã tư tưởng niệm James Dean" (James Dean Memorial Junction).
Một cuộc điều tra vụ tai nạn được tiến hành bởi Tòa án Quận San Luis Obispo, California. Tòa tuyên án Dean là người chịu trách nhiệm hoàn toàn cho vụ tai nạn của mình, còn tài xế trên chiếc Ford vô tội. Sau này, một bài báo trên tờ Los Angeles Times ngày 1 tháng 10 năm 2005 tiết lộ rằng theo lời một nhân viên tuần tra đường cao tốc bang California có mặt tại hiện trường vụ tai nạn, tốc độ chiếc Porsche vào thời điểm vụ việc xảy ra vào khoảng "55 dặm trên giờ" (khoảng 88 km/h) dựa trên những thương tích trên cơ thể Dean cũng như vị trí chiếc xe sau va chạm.

## Di sản

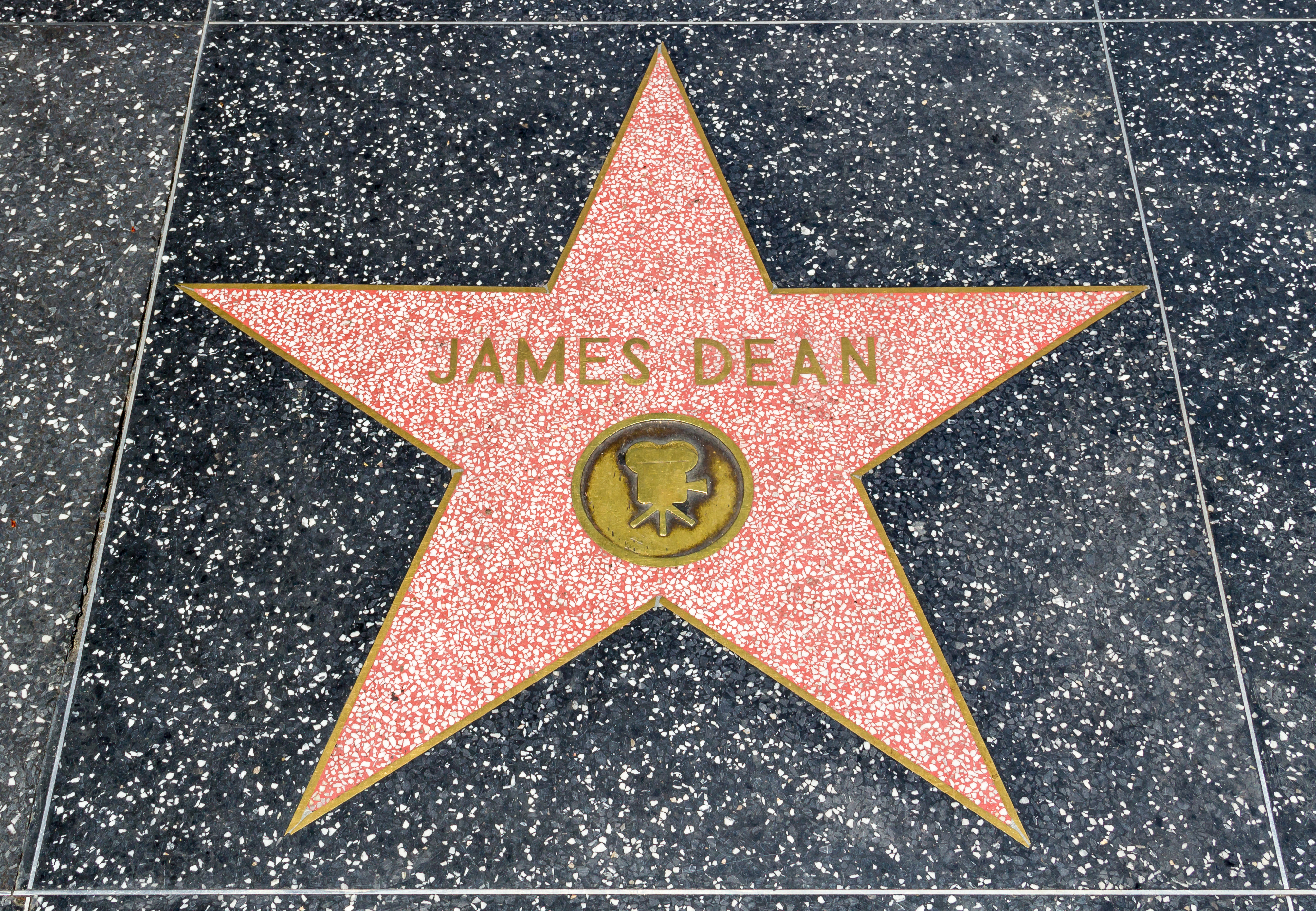
Ngôi sao của James Dean trên Đại lộ Danh vọng Hollywood.

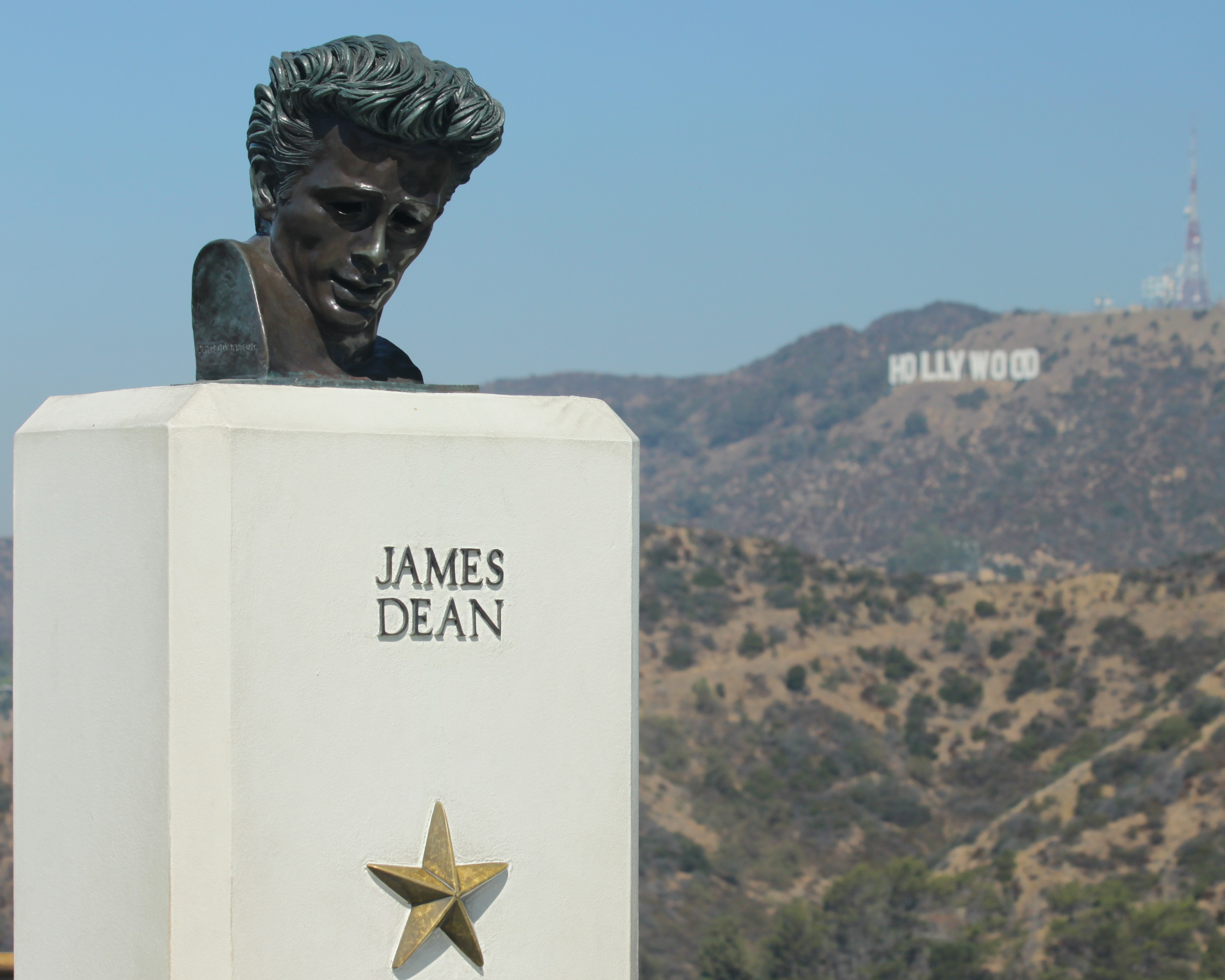
Tượng tưởng niệm James Dean ở Đài quan sát Griffith, địa điểm quay phim Rebel Without a Cause ở Los Angeles.

Dù chỉ với ba bộ phim lớn và sự nghiệp ngắn ngủi trước khi qua đời ở tuổi 24, James Dean trở thành huyền thoại Hollywood mà ảnh hưởng vẫn tồn tại tới ngày nay. Thanh thiếu niên Mỹ những năm thập niên 1950 tôn vinh anh như một đại diện cho những xúc cảm và suy nghĩ của họ – một tầng lớp luôn lo âu và bất bình với cuộc sống và cảm thấy không có ai, kể cả bạn bè trang lứa, có thể hiểu họ. Diễn viên Humphrey Bogart bình luận rằng cái chết đột ngột là nhân tố khiến cho hình ảnh của Dean tồn đọng mãi mãi với thời gian và "nếu anh ấy sống sót, anh ấy có thể sẽ không có sức ảnh hưởng lớn như ngày hôm nay." Tờ The New York Times đồng tình và cho rằng điều đó đóng vai trò to lớn trong việc củng cố hình ảnh mà "không cần phải đổi mới" và khiến cho cái tên James Dean trở thành một đặc trưng của văn hóa Mỹ đương đại có thể ví như nhãn hiệu Coca Cola. Năm 1999, anh được Viện phim Mỹ xếp hạng 18 trong danh sách những ngôi sao vĩ đại nhất của lịch sử điện ảnh Hoa Kỳ.
Dean là một diễn viên thể hiện được sức hút cả nam tính lẫn nữ tính. Nhà báo Joe Hyams cho rằng anh là một trong số hiếm những ngôi sao mà "cả đàn ông lẫn phụ nữ đều bị cuốn hút." Nhà báo Marjorie Garber đồng tình và viết rằng "đấy là nhân tố quyết định tạo nên một ngôi sao." Dean trở thành chủ đề cho nhiều chương trình truyền hình, phim, sách và kịch. Bộ phim ngày 30 tháng 9 năm 1955 phát hành năm 1977 kể lại phản ứng của cư dân ở một thị trấn nhỏ miền nam nước Mỹ sau khi tài tử Hollywood tử nạn năm 1955. Ngày 20 tháng 4 năm 2010, một tập phim bị "mất" của chương trình General Electric Theater mang tên "The Dark, Dark Hours" ("Những thời khắc đen tối"), trong đó có hai vai diễn do Dean và cựu tổng thống Ronald Reagan thủ vai, được phát hành bởi đài NBC. Một bộ phim về tiểu sử của huyền thoại Hollywood, đóng bởi diễn viên James Franco, được phát hành vào năm 2001. Anh được vinh danh là một trong những biểu tượng văn hóa đại chúng thế giới của thế kỷ 20 bởi báo Variety và tạp chí People.
Hình tượng thanh niên nổi loạn ("bad boy") của Dean, đặc biệt qua vai diễn trong phim Rebel Without a Cause, mở ra một trào lưu thời trang và phong cách sống mới đương thời. Anh được nhớ tới là một trong những biểu tượng sex nam nổi bật nhất của thời Hoàng kim Hollywood. Phong cách thời trang của tài tử Hollywood, tiêu biểu là áo thun trắng cùng quần jean Lee và áo jacket bomber đỏ trong Rebel khiến anh trở thành một biểu tượng thời trang và thu hút nhiều người hâm mộ bắt chước. Cùng với câu nói nổi tiếng "Sống như thể bạn sẽ chết vào hôm nay" ("Live as if you'll die today"), huyền thoại Hollywood trở thành người khởi xướng phong trào "cool" (tạm dịch: "ngầu") của giới trẻ Mỹ.
Với tư cách là người đi đầu phong trào "bad boy", Dean được cho là người có tầm ảnh hưởng trực tiếp và mạnh mẽ tới nhạc rock and roll thời kỳ giữa thập niên 1950; nhà nghiên cứu David Shumway tại Đại học Carnegie Mellon có ý kiến rằng nam diễn viên là biểu tượng đầu tiên cho những hành động nổi loạn của giới trẻ và là "điềm báo cho phong trào chính trị của thanh thiếu niên." Hình ảnh của anh được những nghệ sĩ âm nhạc thế hệ sau như Elvis Presley tiếp nhận và bắt chước. Mặc dù Rebel Without a Cause không hề có nhạc rock trong album nhạc phim đi kèm, cảm xúc mà bộ phim mang lại cũng như hình ảnh mà nam minh tinh thủ vai khiến cho giới truyền thông cảm nhận "Dean và nhạc rock là hai thứ có mối liên hệ mật thiết với nhau" và tạp chí Music Connection còn vinh danh anh là "ngôi sao nhạc rock đầu tiên" của thế hệ.
Cùng với sự trỗi dậy của nhạc rock trong văn hóa giới trẻ khắp thế giới những năm sau đó, Dean trở thành một tượng đài văn hóa đại diện cho sự bất bình của thanh thiếu niên trước những giá trị văn hóa lỗi thời và quan điểm bảo thủ của các bậc phụ huynh, một chủ đề được thể hiện khá thường xuyên trong các ca khúc rock. Nét quyến rũ tới mọi người không kể giới tính và tuổi tác cũng là nhân tố góp phần tạo nên hình ảnh bất tử của huyền thoại Hollywood. Các nghệ sĩ nhạc rock và rock and roll tiêu biểu chịu ảnh hưởng của huyền thoại Hollywood gồm Elvis Presley, Buddy Holly, Bob Dylan, David Bowie và The Beatles. Bob Dylan được gọi là "James Dean với cây đàn guitar" và thể hiện sự mến mộ với ngôi sao điện ảnh qua các album The Freewheelin' Bob Dylan (1963) và Highway 61 Revisited (1965). John Lennon, thành viên của The Beatles khẳng định rằng: "Nếu không có James Dean, The Beatles có lẽ đã không tồn tại." Cái tên cùng hình tượng James Dean đã và đang được đề cập rất nhiều trong các ca khúc rock, nổi tiếng gồm có "A Young Man Is Gone" của The Beach Boys (1963), "James Dean" của Eagles (1974) và "James Dean" của Goo Goo Dolls (1989).

## Danh sách kịch

### Broadway
- See the Jaguar (1952)[114]
- The Immoralist (1954)[115]

### Ngoài Broadway
- The Metamorphosis (1952)[116]
- The Scarecrow (1954)[117]
- Women of Trachis (1954)[118]

## Danh sách phim

### Phim điện ảnh
| Năm  | Tựa đề                               | Vai diễn                    | Đạo diễn       | Ghi chú            |
| ---- | ------------------------------------ | --------------------------- | -------------- | ------------------ |
| 1951 | Fixed Bayonets!                      | Người lính Doggie           | Samuel Fuller  | Không được ghi tên |
| 1952 | Sailor Beware                        | Nhân viên đấu trường boxing | Hal Walker     | Không được ghi tên |
| 1952 | Deadline – U.S.A.                    | Nhân viên tòa soạn          | Richard Brooks | Không được ghi tên |
| 1952 | Has Anybody Seen My Gal?             | Một cậu thanh niên vô danh  | Douglas Sirk   | Không được ghi tên |
| 1953 | Trouble Along the Way                | Khán giả                    | Michael Curtiz | Không được ghi tên |
| 1955 | East of Eden Phía đông vườn địa đàng | Cal Trask                   | Elia Kazan     | Vai chính đầu tiên |
| 1955 | Rebel Without a Cause Nổi loạn vô cớ | Jim Stark                   | Nicholas Ray   | Vai chính          |
| 1956 | Giant Gã khổng lồ                    | Jett Rink                   | George Stevens | Vai chính          |

### Truyền hình
| Năm       | Tựa đề                          | Vai diễn           | Ghi chú                                                                      |
| --------- | ------------------------------- | ------------------ | ---------------------------------------------------------------------------- |
| 1951      | Family Theater                  | Gioan Tông đồ      | Tập: "Hill Number One: A Story of Faith and Inspiration"                     |
| 1951      | The Bigelow Theatre             | Hank               | Tập: "T.K.O."                                                                |
| 1951      | The Stu Erwin Show              | Randy              | Tập: "Jackie Knows All"                                                      |
| 1952      | CBS Television Workshop         | G.I.               | Phân khúc: "Into the Valley"                                                 |
| 1952      | Hallmark Hall of Fame           | Bradford           | Tập: "Forgotten Children"                                                    |
| 1952      | The Web                         | Chính anh          | Tập phim: "Sleeping Dogs"                                                    |
| 1952–1953 | Kraft Television Theatre        | Nhiều vai diễn nhỏ | 3 tập: "Prologue to Glory"; "Keep Our Honor Bright"; "A Long Time Till Dawn" |
| 1952–1955 | Lux Video Theatre               | Nhiều vai diễn nhỏ | 2 tập: "The Foggy, Foggy Dew" (1952); "The Life of Emile Zola" (1955)        |
| 1953      | The Kate Smith Hour             | Người đưa thư      | Tập: "The Hound of Heaven"                                                   |
| 1953      | You Are There                   | Robert Ford        | Tập: "The Killing of Jesse James"                                            |
| 1953      | Treasury Men in Action          | Nhiều vai diễn nhỏ | 2 tập: "The Case of the Watchful Dog"; "The Case of the Sawed-Off Shotgun"   |
| 1953      | Tales of Tomorrow               | Ralph              | Tập: "The Evil Within"                                                       |
| 1953      | Westinghouse Studio One         | Nhiều vai nhỏ      | 3 tập: "Sentence of Death"; "Abraham Lincoln"; "Ten Thousand Horses Singing" |
| 1953      | The Big Story                   | Rex Newman         | Tập: "Rex Newman, Reporter for the Globe and News"                           |
| 1953      | Omnibus                         | Bronco Evans       | Tập: "Glory in the Flower"                                                   |
| 1953      | Campbell Summer Soundstage      | Nhiều vai nhỏ      | 2 tập: "Something for an Empty Briefcase"; "Life Sentence"                   |
| 1953      | Armstrong Circle Theatre        | Joey Frasier       | Tập: "The Bells of Cockaigne"                                                |
| 1953      | Robert Montgomery Presents      | Paul Zalinka       | Tập: "Harvest"                                                               |
| 1953–1954 | Danger                          | Nhiều vai nhỏ      | 4 tập: "No Room"; "Death Is My Neighbor"; "The Little Woman"; "Padlocks"     |
| 1954      | The Philco Television Playhouse | Rob                | Tập: "Run Like a Thief"                                                      |
| 1954      | General Electric Theater        | Nhiều vai nhỏ      | 2 tập: "I Am A Fool"; "The Dark, Dark Hours"                                 |
| 1955      | The United States Steel Hour    | Fernand Lagarde    | Tập: "The Thief"                                                             |
| 1955      | Schlitz Playhouse               | Jeffrey Latham     | Tập: "The Unlighted Road"                                                    |

## Danh sách phim tiểu sử
| Năm  | Tựa đề                                  | Đạo diễn      | Ghi chú |
| ---- | --------------------------------------- | ------------- | --- |
| 1957 | The James Dean Story                    | Robert Altman | Phim tài liệu về Dean, bao gồm các cuộc phỏng vấn với gia đình (cô, chú, ông và bà nội) và bạn bè của anh                                   |
| 1976 | James Dean                              | Robert Butler | Phim kể về cuộc đời của Dean (do Stephen McHattie thủ vai)                                                                                  |
| 1976 | James Dean: The First American Teenager | Ray Connolly  | Phim tài liệu về Dean, bao gồm các cuộc phỏng vấn với bạn bè đồng nghiệp của tài tử Hollywood như Natalie Wood, Sal Mineo và Dennis Hopper  |
| 1988 | Forever James Dean                      | Ara Chekmayan | |
| 2001 | James Dean                              | Mark Rydell   | Phim kể về cuộc đời của Dean (do James Franco thủ vai)                                                                                      |
| 2015 | Life                                    | Anton Corbijn | Phim về tình bạn của nhiếp ảnh gia Dennis Stock cho tạp chí Life (Robert Pattinson) và Dean (Dane DeHaan) khi hai người gặp nhau ở New York |

## Giải thưởng và đề cử
| Năm  | Tổ chức trao giải                     | Hạng mục                                       | Tác phẩm              | Kết quả   |
| ---- | ------------------------------------- | ---------------------------------------------- | --------------------- | --------- |
| 1955 | Giải Oscar lần thứ 28                 | Nam diễn viên chính xuất sắc nhất              | East of Eden          | Đề cử     |
| 1955 | Giải Viện Hàn lâm Anh quốc lần thứ 9  | Nam diễn viên chính nước ngoài xuất sắc nhất   | East of Eden          | Đề cử     |
| 1956 | Giải Viện Hàn lâm Anh quốc lần thứ 10 | Nam diễn viên chính nước ngoài xuất sắc nhất   | Rebel Without a Cause | Đề cử     |
| 1956 | Giải Oscar lần thứ 29                 | Nam diễn viên chính xuất sắc nhất              | Giant                 | Đề cử     |
| 1956 | Giải Quả cầu vàng                     | Thành tựu đặc biệt (Special Achievement Award) | East of Eden          | Đoạt giải |
| 1957 | Giải Quả cầu vàng                     | Giải Henrietta (Diễn viên thế giới yêu thích)  | James Dean            | Đoạt giải |